# Gerlinger épület
A Gerlinger épület (angolul: Gerlinger Hall) az Oregoni Egyetem létesítménye az Amerikai Egyesült Államok Oregon államának Eugene városában, ami a női hallgatók számának növekedése miatt épült.

## Névadója
Nevét az ötletadó és az adománygyűjtésben szerepet betöltő Irene Hazard Gerlingerről, az igazgatótanács első női tagjáról kapta.

## Tervezése
Tervezői Ellis F. Lawrence és William Holford, akik az MIT-n hallgatótársak, 1913 és 1928 között pedig munkatársak voltak. Lawrence 1914-ben a campus építésze lett.
A György-stílusú, manzárdtetős épület szerkezete fa, burkolata tégla. A keleti és nyugati oldalakon egy-egy mellékszárnya van. Három szintes, alagsora nincs.

## Építése
Az 1919 augusztusa és 1921 májusa közötti építkezés vállalkozója a eugene-i W. O. Heckart volt. A burkolatot a Washington Brick, a fűtést a Rushlight and Hastorf, a lakatosmunkákat a portlandi City Iron Works, a kövezetet pedig a Standard Artificial Stone Company alakította ki. A faragott párkányokat a művészeti tanszék hallgatói készítették és Larry Schroff oktató festette le őket.
Az épületben tornatermet, tantermeket, uszodát, tánctermeket és öregdiákszobát alakítottak ki.

## Hasznosítása
A Gerlinger, Hendricks és Susan Campbell épületekből, a körülöttük lévő zöldterületből és a The Pioneer Mother szoborból álló négyszög szerepel a történelmi helyek jegyzékében.
A Gerlinger épületet Ellis Lawrence az 1930-as években diákszövetségi épületté alakította volna át, de erre a célra megépült az Erb Memorial Union. Az 1940-es években a harmadik szinten női kollégium volt. Az 1970-es években a jogszabályokkal összhangban átépítették, az öltözőket pedig kibővítették.

## Fordítás
- Ez a szócikk részben vagy egészben  a   Gerlinger Hall című angol Wikipédia-szócikk ezen változatának fordításán alapul.  Az eredeti cikk szerkesztőit annak laptörténete sorolja fel. Ez a jelzés csupán a megfogalmazás eredetét és a szerzői jogokat jelzi, nem szolgál a cikkben szereplő információk forrásmegjelöléseként.